# Powiat kobryński
Powiat kobryński, powiat w województwie poleskim II Rzeczypospolitej.
12 grudnia 1920 r. pod Zarządem Terenów Przyfrontowych i Etapowych z powiatu wyłączono gminy: Imienin, Wołowce, Chomsk, Drohiczyn, Braszewicze, Osowce, Odryżyn, Worocewicze, Janów, Motol, Drużyłowicze i Berdzież do nowo utworzonego powiatu drohiczyńskiego.
Powiat datowany od Zygmunta I Starego, który księstwo kobryńskie (dotąd we władaniu Kobryńskich) przyłączył do województwa podlaskiego (po 1566 roku włączony do województwa brzeskolitewskiego). W trakcie zaborów w guberni grodzieńskiej Imperium Rosyjskiego.
Jego siedzibą było miasto Kobryń. W skład powiatu wchodziło 15 gmin wiejskich, 1 miasto i 2 miasteczka.

## Demografia
W grudniu 1919 roku powiat kobryński okręgu brzeskiego ZCZW zamieszkiwało 107 814 osób. Na jego terytorium znajdowało się 650 miejscowości, z których 6 miało 1–5 tys. mieszkańców i jedna miała ponad 5 tys. mieszkańców. Był nią Kobryń z 8835 mieszkańcami.

## Oświata
W powiecie kobryńskim okręgu brzeskiego ZCZW, w roku szkolnym 1919/1920 działały 74 szkoły powszechne i 3 szkoły średnie. Ogółem uczyło się w nich 6895 dzieci i pracowało 140 nauczycieli.

## Podział administracyjny

### Gminy
- gmina Antopol
- gmina Błoty (do 1928)
- gmina Dywin
- gmina Dziatkowicze (od 1928)
- gmina Horodec
- gmina Iłosk (do 1928)
- gmina Kobryń (od 1928)
- gmina Lelików (od 1926)[4]
- gmina Matiasy (lub gmina Matjasy) (od 1926)[5]
- gmina Mokrany (do 1928)[6]
- gmina Nowosiółki
- gmina Oziaty
- gmina Podolesie (siedziba: Jeremicze)
- gmina Pruska (do 1928)
- gmina Rohoźna (lub gmina Rohożna) (do 1928)
- gmina Siechnowicze (do 1928)
- gmina Stryhowo (do 1928)
- gmina Tewle (od 1928)
- gmina Zbirohi (lub gmina Zbirogi) (do 1928)
- gmina Ziołowo (do 1928)
- gmina Żabinka (od 1928)

### Miasta
- Antopol (do ?)
- Dywin (do ?)
- Kobryń

## Starostowie
- Florentyn Andracki (1920-)[7]
- Erazm Stefanus (1936)[8]